# Giacomo Bonaventura
Giacomo Bonaventura (San Severino Marche, Provincia de Macerata, Italia, 22 de agosto de 1989) es un futbolista italiano. Juega de centrocampista y su equipo es el Al-Shabab Club de la Liga Profesional Saudí.

## Selección nacional
Ha sido internacional con la selección de fútbol de Italia en 18 ocasiones. Debutó el 31 de mayo de 2013, en un encuentro amistoso ante la selección de San Marino que finalizó con marcador de 4-0 a favor de los italianos.

### Participaciones en Copas del Mundo
| Mundial                     | Sede   | Resultado        |
| --------------------------- | ------ | ---------------- |
| Copa Mundial Sub-20 de 2009 | Egipto | Cuartos de final |

## Estadísticas

### Clubes
Actualizado al último partido disputado el 29 de mayo de 2024.
| Club                          | Div.          | Temporada     | Liga  | Liga  | Copas nacionales | Copas nacionales | Copas internacionales | Copas internacionales | Total | Total |
| Club                          | Div.          | Temporada     | Part. | Goles | Part.            | Goles            | Part.                 | Goles                 | Part. | Goles |
| ----------------------------- | ------------- | ------------- | ----- | ----- | ---------------- | ---------------- | --------------------- | --------------------- | ----- | ----- |
| Atalanta B. C. · Italia       | 1.ª           | 2007-08       | 1     | 0     | 0                | 0                | ―                     | ―                     | 1     | 0     |
| Atalanta B. C. · Italia       | 1.ª           | 2008-09       | 1     | 0     | 0                | 0                | ―                     | ―                     | 1     | 0     |
| U. S Pergolettese · Italia    | 3.ª           | 2008-09       | 3     | 1     | 0                | 0                | ―                     | ―                     | 3     | 1     |
| U. S Pergolettese · Italia    | Total club    | Total club    | 3     | 1     | 0                | 0                | 0                     | 0                     | 3     | 1     |
| Atalanta B. C. · Italia       | 1.ª           | 2009-10       | 1     | 0     | 0                | 0                | ―                     | ―                     | 1     | 0     |
| Calcio Padova · Italia        | 2.ª           | 2009-10       | 18    | 1     | 0                | 0                | ―                     | ―                     | 18    | 1     |
| Calcio Padova · Italia        | Total club    | Total club    | 18    | 1     | 0                | 0                | 0                     | 0                     | 18    | 1     |
| Atalanta B. C. · Italia       | 2.ª           | 2010-11       | 31    | 9     | 1                | 0                | ―                     | ―                     | 32    | 9     |
| Atalanta B. C. · Italia       | 1.ª           | 2011-12       | 29    | 2     | 1                | 0                | ―                     | ―                     | 30    | 2     |
| Atalanta B. C. · Italia       | 1.ª           | 2012-13       | 35    | 7     | 1                | 1                | ―                     | ―                     | 36    | 8     |
| Atalanta B. C. · Italia       | 1.ª           | 2013-14       | 31    | 5     | 0                | 0                | ―                     | ―                     | 31    | 5     |
| Atalanta B. C. · Italia       | 1.ª           | 2014-15       | 1     | 0     | 1                | 0                | ―                     | ―                     | 2     | 0     |
| Atalanta B. C. · Italia       | Total club    | Total club    | 130   | 23    | 4                | 1                | 0                     | 0                     | 134   | 24    |
| A. C. Milan · Italia          | 1.ª           | 2014-15       | 33    | 7     | 1                | 0                | ―                     | ―                     | 34    | 7     |
| A. C. Milan · Italia          | 1.ª           | 2015-16       | 33    | 6     | 5                | 0                | ―                     | ―                     | 38    | 6     |
| A. C. Milan · Italia          | 1.ª           | 2016-17       | 19    | 3     | 3                | 2                | ―                     | ―                     | 22    | 5     |
| A. C. Milan · Italia          | 1.ª           | 2017-18       | 33    | 8     | 5                | 0                | 9                     | 1                     | 47    | 9     |
| A. C. Milan · Italia          | 1.ª           | 2018-19       | 8     | 3     | 0                | 0                | 2                     | 0                     | 10    | 3     |
| A. C. Milan · Italia          | 1.ª           | 2019-20       | 29    | 3     | 3                | 1                | 0                     | 0                     | 32    | 4     |
| A. C. Milan · Italia          | Total club    | Total club    | 155   | 30    | 17               | 3                | 11                    | 1                     | 183   | 34    |
| ACF Fiorentina · Italia       | 1.ª           | 2020-21       | 34    | 3     | 1                | 0                | ―                     | ―                     | 35    | 3     |
| ACF Fiorentina · Italia       | 1.ª           | 2021-22       | 31    | 4     | 4                | 0                | ―                     | ―                     | 35    | 4     |
| ACF Fiorentina · Italia       | 1.ª           | 2022-23       | 30    | 5     | 4                | 0                | 15                    | 2                     | 49    | 7     |
| ACF Fiorentina · Italia       | 1.ª           | 2023-24       | 31    | 8     | 4                | 0                | 8                     | 0                     | 43    | 8     |
| ACF Fiorentina · Italia       | Total club    | Total club    | 126   | 20    | 13               | 0                | 23                    | 2                     | 162   | 22    |
| Al-Shabab Club Arabia Saudita | 1.ª           | 2024-25       | 0     | 0     | 0                | 0                | ―                     | ―                     | 0     | 0     |
| Al-Shabab Club Arabia Saudita | Total club    | Total club    | 0     | 0     | 0                | 0                | 0                     | 0                     | 0     | 0     |
| Total carrera                 | Total carrera | Total carrera | 432   | 75    | 34               | 4                | 34                    | 3                     | 500   | 82    |

## Palmarés

### Campeonatos nacionales
| Título              | Club           | País   | Año     |
| ------------------- | -------------- | ------ | ------- |
| Serie B             | Atalanta B. C. | Italia | 2010-11 |
| Supercopa de Italia | A. C. Milan    | Italia | 2016    |